# 北河内 (美波町)
北河内（きたがわち）は、徳島県海部郡美波町の大字。郵便番号は779-2302。

## 地理
美波町の北部に位置。北は阿南市、東は木岐、西は赤松、南は西河内・恵比須浜に隣接する。南中央部のみが平地で奥河内に続く。
ほぼ中央で南北に北河内谷川が流れ、日和佐川に合流する。

### 山
- 後世山
- 日向丸
- 大影山

### 河川
- 北河内谷川

### 小字
- 本村
- 登り
- 北分
- 久望
- 大戸

## 歴史
江戸時代以前は海部郡北河内村であったが、1889年(明治22年）に同郡赤河内村の大字となる。

## 世帯数と人口
2020年(令和2年）10月1日現在の世帯数と人口は以下の通りである。
| 町丁   | 世帯数  | 人口  |
| ------ | ------- | ----- |
| 北河内 | 140世帯 | 407人 |

### 人口の変遷
世帯数 / 人口
| 1815年(文化12年)   |  | 125戸・512口   | 阿波志 巻12        |
| 1981年（平成56年） |  | 151世帯・628人 | 日和佐町史         |
| 1986年（昭和61年） |  | 243世帯・690人 | 角川日本地名大事典 |
| 2010年（平成22年） |  | 213世帯・574人 | 国勢調査           |
| 2015年（平成27年） |  | 207世帯・588人 | 国勢調査           |
| 2020年（令和2年）  |  | 140世帯・407人 | 国勢調査           |

## 施設

### 公共施設
- 海部郡消防署日和佐出張所

### 教育機関
- 徳島県立阿南支援学校ひわさ分校

### 社寺・史跡
- 山神社(登り)
- 北分八坂神社
- 山神社(馬路)

### かつて存在した施設
- 日和佐町立大戸小学校

## 交通

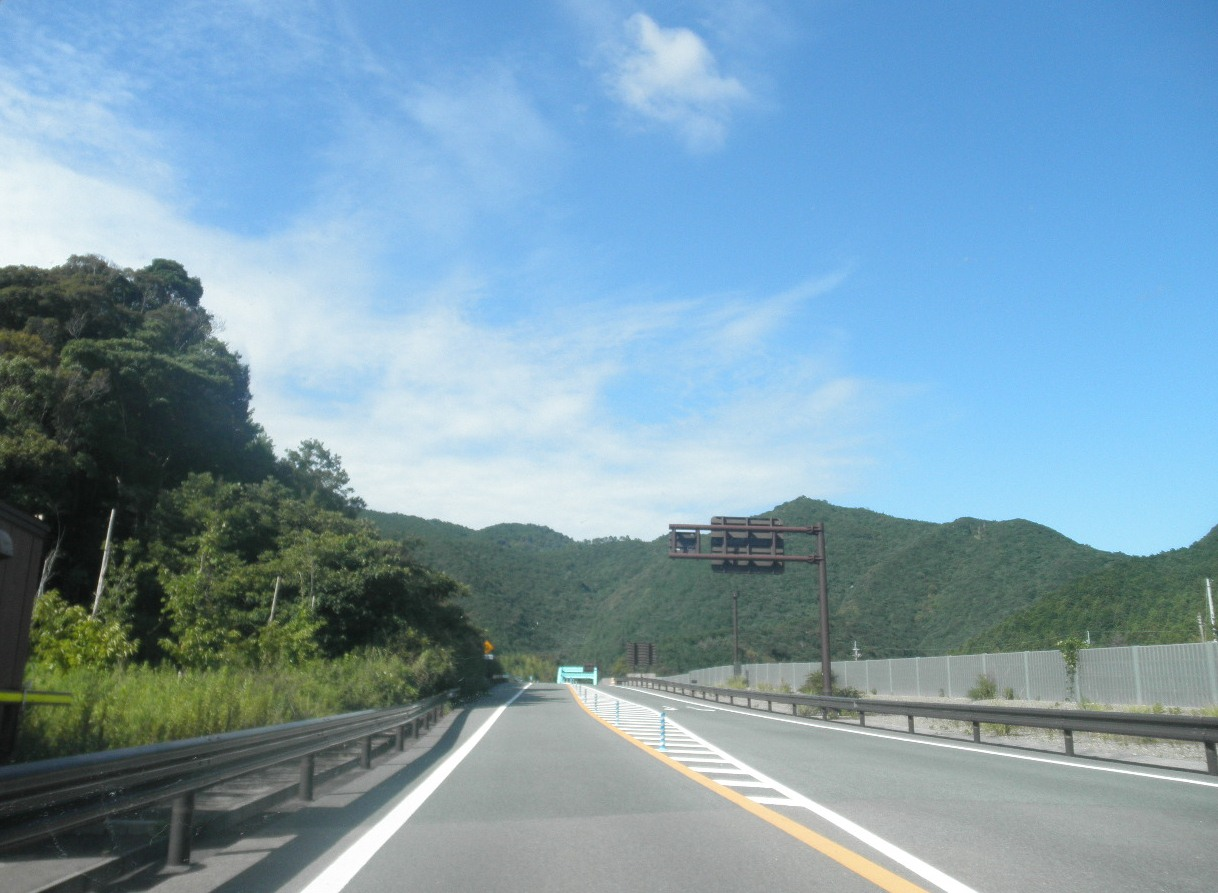
日和佐出入り口付近

### 鉄道
四国旅客鉄道（JR四国）牟岐線が通り、北河内駅が設置されている。

### 道路
阿南安芸自動車道日和佐道路、国道55号、徳島県道19号阿南鷲敷日和佐線、徳島県道289号赤松由岐線が通過。